# متیلن‌دی‌اکسی‌بنزیل‌آمفتامین
متیلن‌دی‌اکسی‌بنزیل‌آمفتامین (به انگلیسی: Methylenedioxybenzylamphetamine) با فرمول شیمیایی C۱۷H۱۹NO۲ یک ترکیب شیمیایی است. که جرم مولی آن ۲۶۹٫۳۴۳ g/mol می‌باشد. 